# К'явенна
К'явенна (італ. Chiavenna) — муніципалітет в Італії, у регіоні Ломбардія, провінція Сондріо.
К'явенна розташовані на відстані близько 550 км на північний захід від Рима, 100 км на північ від Мілана, 40 км на північний захід від Сондріо.
Населення — 7374 особи (2014).

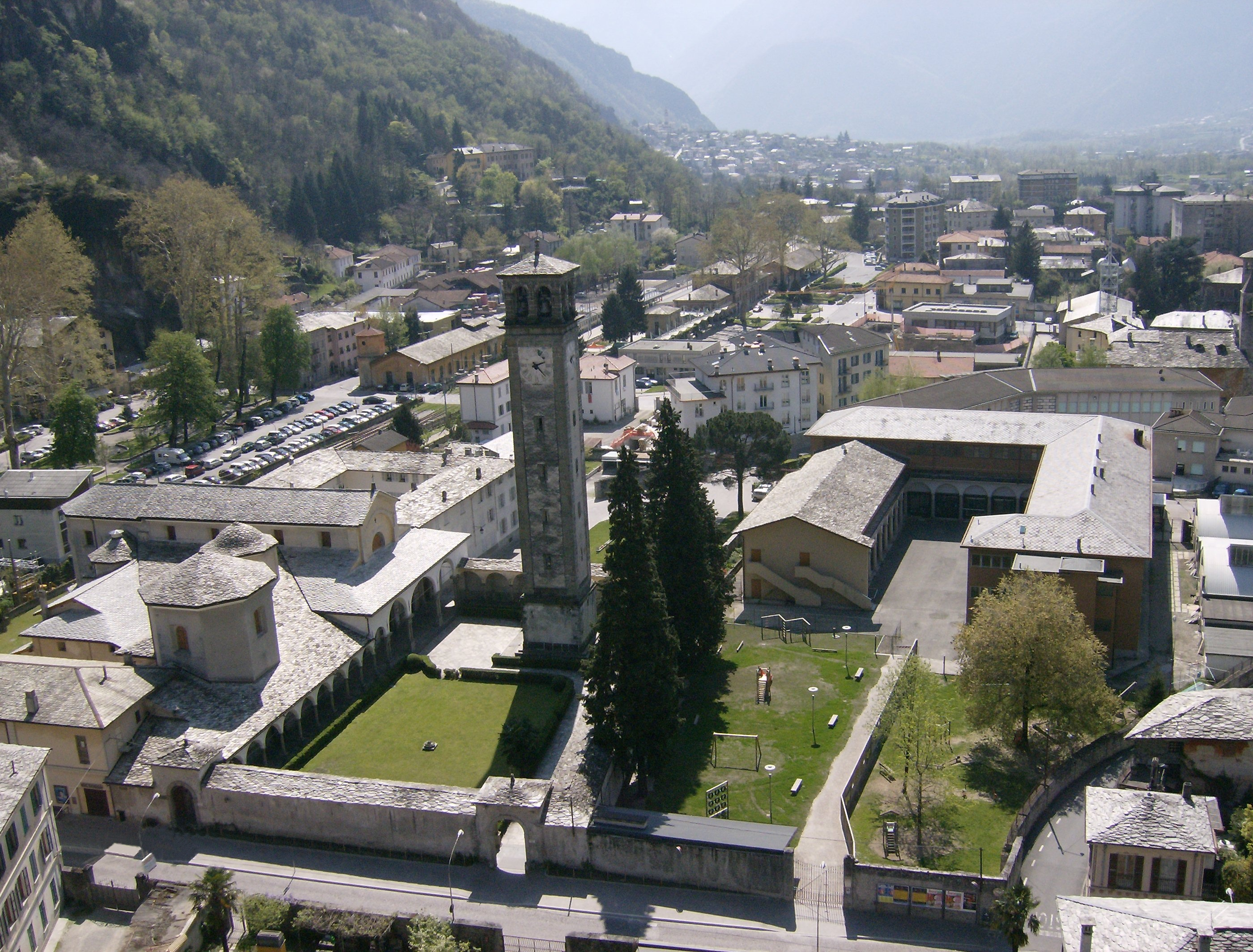

Щорічний фестиваль відбувається 10 серпня. Покровитель — святий мученик Лаврентій.

## Демографія
Населення за роками:

Станом на 1 січня 2023 року в муніципалітеті офіційно проживало 508 іноземців з 52 країн, серед них 113 громадян країн Євросоюзу та 69 громадян України.

## Сусідні муніципалітети
- Мезе
- П'юро
- Прата-Кампортаччо
- Сан-Джакомо-Філіппо